# Sean McLoughlin
Sean Desmond McLoughlin (Cork, 13 novembre 1996) è un calciatore irlandese, difensore dell'Hull City.

## Caratteristiche tecniche
È un difensore centrale.

## Carriera

### Club
Ha giocato nella prima divisione irlandese ed in quella scozzese, oltre che nella seconda divisione inglese.
Con la maglia del Cork City ha anche giocato 2 partite nei turni preliminari di Champions League e 4 in quelli di Europa League.

### Nazionale
L'11 settembre 2018 ha esordito con la nazionale Under-21 irlandese disputando il match di qualificazione per gli Europei Under-21 2019 perso 6-0 contro la Germania.

## Palmarès

### Club

#### Competizioni nazionali
- Football League One: 1

Hull City: 2020-2021